# 오타케역
오타케역(일본어: 大竹駅 오오타케에키[*])은 일본 히로시마현 오타케시에 있는 서일본 여객철도 · 일본화물철도 산요 본선의 역이다. 히로시마 현 내 최서단 및 최남단에 위치한 역이며, 단선과 섬식의 형태를 합친 복합 구조의 철도 역사이다.

## 타는 곳
| 플랫폼 | 노선        | 방향        | 행선지                       |
| ------ | ----------- | ----------- | ---------------------------- |
| 1      | ■ 산요 본선 | 상행선      | 미야지마구치 · 히로시마 방면 |
| 3      | ■ 산요 본선 | 하행선      | 이와쿠니 · 야나이 방면       |
| 4      | 예비 승강장 | 예비 승강장 | 예비 승강장                  |

## 화물역
일본화물철도의 역은, 여객 역의 동쪽 및 북쪽의 두 곳으로 나뉘어 있다.
- 컨테이너 화물
  - 12 ft 컨테이너, 20 ft·30 ft 대형 컨테이너, 20 ft·40 ft ISO 규격 해상 컨테이너를 취급한다. 이것은 JR 화물에서 취급하는 일이 나오는 모든 종류의 컨테이너이다.
- 차급 화물
  - 화학 약품을 취급한다.
- 산업폐기물 · 특별산업폐기물의 취급허가를 얻는다.

## 이용 현황
| 연도     | 하루 평균 승차 인원 | 연도     | 하루 평균 승차 인원 |
| 2001년도 | 4,959명             | 2006년도 | 4,470명             |
| 2002년도 | 4,855명             | 2007년도 | 4,387명             |
| 2003년도 | 4,763명             | 2008년도 | 3,925명             |
| 2004년도 | 4,669명             | 2009년도 | 3,718명             |
| 2005년도 | 4,552명             |          |                     |
| -------- | ------------------- | -------- | ------------------- |

## 역 주변
- 미쓰이 화학 이와쿠니 오타케 공장
- 미쓰비시 레이온 오타케 사업소
- 다이셀 화학 공업 오타케 공장
- 오타케 간이 재판소
- 국도 제2호선

## 인접 정차역
| 서일본 여객철도 산요 본선 | 서일본 여객철도 산요 본선 | 서일본 여객철도 산요 본선 |
| ------------------------- | ------------------------- | ------------------------- |
| 미야지마구치 고베 방면    | ■ 쾌속 '통근 라이너'      | 이와쿠니 모지 방면        |
| 구바 고베 방면            | ■ 보통                    | 와키 모지 방면            |